# Ernst Trygger
Ernst Trygger (ur. 27 października 1857, zm. 23 września 1943) – szwedzki polityk i prawnik, premier kraju w latach 1923–1924.

## Kariera polityczna
Od 1898 roku zasiadał w Riksdagu. Należał do prawicowej Umiarkowanej Partii Koalicyjnej. W latach 1923–1924 był premierem Szwecji. W latach 1928–1930 piastował stanowisko ministra spraw zagranicznych.